# Üzleti elemző
Az üzleti elemző (angolul: Business Analyst (BA)) vagy rendszerszervező (angolul: Systems Analyst) kifejezések az esetek túlnyomó többségében olyan személyek foglalkozását jelölik, akik üzleti (gazdasági) jellegű számítástechnikai rendszerek elemzésével, fejlesztésévével kapcsolatos munkákat végeznek. 
Az üzletelemző fő feladata a megbízó részére készítendő szoftverrel szemben támasztott elvárások precíz, szisztematikus dokumentálása. Feladataiközé tartozik a részletes üzleti elemzések készítése, költségvetés-tervezés és előrejelzés, üzleti stratégiaalkotás, tervezés és nyomon követés, eltérésanalízis, árképzés, jelentéskészítés, valamint az üzleti követelmények meghatározása az érintettek számára.
Az üzleti elemző szerepe négy fő üzleti területre vagy szintre alkalmazható: operatív, projektalapú, vállalati és versenyképességi fókuszú szinteken. Ezek az üzleti elemzés területei jelentős hatással vannak a vállalati teljesítményre, és elősegítik a jövedelmezőség és a hatékonyság növelését az üzleti folyamatok minden szakaszában, valamint az összes üzleti funkcióban.

## Jelentősége
Az üzletelemző munkakör a rendszerváltást megelőzően főiskolai oklevélhez kötött rendszerszervező képesítést igénylő munkaköröknek felel meg. A hagyományosabb rendszerelemző (Systems Analyst) munkakörből fejlődött ki és az a rendszerelemzői munkán belül az üzleti és a technikai oldal szétválását tükrözi.
A számítástechnikai rendszerek életciklusában az üzletelemző feladata, hogy közvetítsen a megrendelő (aki üzleti folyamatainak működéséhez elengedhetetlenül szükséges informatikai rendszer) és az informatikai szállító (aki az informatikai rendszer kifejlesztésért ill. rendelkezésre bocsátásáért felelős) között.
Az Üzletelemzés Nemzetközi Intézete (International Institute of Business Analysis) meghatározása szerint az üzletelemző feladata, hogy elemezze az ügyfele szoftver kialakításával kapcsolatos igényeit és segítsen meghatározni az üzleti problémák megoldásához szükséges számítógépes megoldások kialakítását. Az igények meghatározásánál a hangsúly azon van, hogy mit kell a rendszernek csinálni és nem azon, hogy hogyan kell a rendszernek működnie.
Az üzletelemző tipikusan a számítástechnikai csoport tagja és feladata az, hogy szisztematikus módon (megbeszélés, megfigyelés, elemzés stb. útján) részletesen  dokumentálja a felhasználó szoftverrel kapcsolatos szükségleteit. Esetenként az üzletelemező az üzleti csoportnak is lehet a tagja, sőt az is előfordulhat, hogy mind az üzleti (megrendelői) mind a számítástechnikai csoport rendelkezik üzletelemzővel.
Az Üzletelemzés Nemzetközi Intézete egységesítette az üzletelemező munkakör betöltéséhez szükséges elméleti és gyakorlati ismereteket és azt egy vizsga útján elnyerhető úgynevezett Vizsgázott Üzletelemző Diploma (angolul: Certified Business Analyst Professional - CBAP) képesítéssel ismeri el.
Az üzletelemzői munkakör jelentősége a szolgáltatásorientált architektúrák elterjedésével egyre nagyobb jelentőséget kap. Az informatikai rendszerek komplexitása, a web alapú eljárások egyre szélesebb körű elterjedése magas szintű üzletelemzői tevékenység nélkül elképzelhetetlen. A drága és használhatatlan informatikai rendszerek létrejötte rendszerint az üzletelemző hiányára, vagy a nem megfelelő üzletelemzői munkára vezethetők vissza.

## Üzletelemzés fókuszterületei
1. Működési fókusz (angolul: Operations Focus)
- Elemzi az üzleti működés hatását az üzleti értékteremtésre.
- Értéknövelés eszközei: költségcsökkentés, hatékonyabb eszközök, dolgozói hatékonyság javítása, népszerű termékek termelésének növelése.
- A big data segítségével azonosíthatók optimalizálási lehetőségek.

2. Projekt fókusz (angolul: Project Focus)
- A projektmenedzsment során stratégiai és portfóliótervezés integrálása.
- Elemzi a döntések hosszú távú hatásait.
- "As-is" és "to-be" modellek készítése a vállalaton belüli kommunikáció és megértés elősegítésére.

3. Vállalati fókusz (angolul: Enterprise Focus)
- Innovatív megoldások fejlesztésének optimalizálása technológia segítségével.
- Üzleti architektúra fejlesztése (jelenlegi és jövőbeni).
- Projektjavaslatok, lehetőségek és megvalósíthatóság elemzése, validálás.

4. Versenypiaci fókusz (angolul: Competitive Focus)
- Versenykörnyezet elemzése a stratégiaalkotás támogatására.
- Különösen fontos marketingterületen: fogyasztói viselkedés, márkaészlelés, termékhelyettesíthetőség és teljesítmény vizsgálata.

## Konkrét üzleti elemzői szerepkörök
Az üzleti elemzői készségek sokféle szerepben alkalmazhatók az üzleti folyamatokban. Ide tartoznak például:
- Üzleti rendszerelemző (angolul: Business systems analyst)
- Rendszerelemző
- Követelményanalitikus (angolul: Requirements engineer)
- Folyamatelemző (angolul: Process analyst)
- Termékelemző (angolul: Product analyst)
- Termékmenedzser (angolul: Product manager)
- Terméktulajdonos (angolul: Product owner – jellemzően az agilis módszertanban)
- Vállalati elemző (angolul: Enterprise analyst)
- Üzleti tervező (angolul: Business architect)
- Vezetési tanácsadó (angolul: Management consultant)
- Üzleti intelligencia elemző (angolul: Business intelligence analyst)
- Adattudós (angolul: Data scientist)
- Ügyfélkapcsolat-kezelési szakértő (angolul:CRM – Customer Relationship Management)

Ezen kívül az üzleti elemzők dolgozhatnak a projektmenedzsment, szoftverfejlesztés, minőségbiztosítás és felhasználói élménytervezés (UX design) területén is.

## Üzleti elemző főbb feladatai
1. Az ügyfél igényeinek megértése
2. Követelmények tisztázása, ügyfélinterjúk
3. Üzleti folyamatok elemzése
4. Rendszeres kapcsolattartás az ügyféllel
5. Rendszerelemzési feladatok elvégzése
6. Új követelmények kezelése

## Üzleti elemző és rendszerszervező közötti különbségek
A rendszerszervezők és az üzleti elemzők két kulcsfontosságú szakma az IT világában. Mindkettő feladata az összetett rendszerek és folyamatok elemzése, valamint a szervezeti folyamatok javítása. Ez a két szerepkör azonban különbözik egymástól, és különböző készségeket igényel.

### Üzleti elemző
1. Üzleti megközelítés
2. Üzleti folyamatok elemzése
3. Üzleti szempontból oldja meg a problémákat
4. Erős domain ismeretek
5. Erős kommunikációs és prezentációs készség

### Rendszerszervező
1. Technikai megközelítés
2. Jóváhagyott követelmények elemzése
3. Műszaki szempontból oldja meg a feladatokat
4. Erős informatikai ismeretek (SQL, adatmodellezés, hibakeresés)

## Üzleti elemzők képességei és képesítései

### Képességek
Az üzleti elemző munkakörhöz többféle kemény (hard) és puha (soft) készség szükséges, amelyek közösen teszik lehetővé az üzleti és informatikai területek közötti hatékony közvetítést.

#### Alapvető készségek:
- Szóbeli és írásbeli kommunikációs készségek
- Facilitációs, interperszonális és tanácsadói képességek
- Analitikus gondolkodás és problémamegoldás
- Részletekre való odafigyelés, magas szintű pontosság
- Szervezőkészség
- Vállalati struktúrák ismerete
- Érintetti elemzés (angolul: stakeholder analysis)
- Követelménytervezés (angolul: requirements engineering)
- Költség-haszon elemzés (angolul: cost–benefit analysis)
- Folyamatmodellezés (angolul:business process modelling)
- Hálózatok, adatbázisok és technológiai rendszerek alapvető ismerete

Ezen készségek kombinációja adja a szakma értékét: az üzleti és informatikai területek közötti átfogó rálátás teszi az üzleti elemzőt valódi értékké a vállalat számára.
„Egy üzleti elemzőnek legalább általános ismeretekkel kell rendelkeznie arról, hogyan működnek a rendszerek, termékek és eszközök az üzleti környezetben.” – Forrás

### Szélesebb képességkategóriák

#### Közvetítés
Az üzleti elemző közvetítő szerepet tölt be az üzleti és IT szakemberek között. Ez a pozíció híd a két világ között, elősegítve a kommunikációt és a közös megértést.

#### Követelmények feltárása
A szükségletek strukturált feltérképezése mind az informatikai rendszerek, mind az üzleti célok szintjén. Ez segít a hibás elvárások kiszűrésében, így csökkenti a költségeket és növeli a projekt sikerességét.

#### Megoldástervezés
Az üzleti elemző segít az üzleti folyamatok és funkciók újratervezésében, a múltbeli teljesítmények elemzése és javítási lehetőségek azonosítása révén.

#### Üzleti modellezés
A jelenlegi és jövőbeni üzleti teljesítmény és működés modellezése, elemzése és előrejelzése az üzleti döntések megalapozásához.

#### Üzleti problémaelemzés
Az elemzőnek képesnek kell lennie azonosítani a vállalat problémáit, ezek hatását az üzleti teljesítményre, valamint kidolgozni hatékony megoldásokat.

#### Információs rendszer stratégiaértékelés
Az üzleti elemző folyamatosan figyeli és értékeli a vállalat stratégiai célkitűzéseit, figyelembe véve az iparági trendeket és versenytársakat is.

### Képesítések

#### Alapképzés(BSc/Ba)
Leggyakrabban az alábbi területek adnak alapot a karrierhez:
- Gazdaságinformatika
- Üzleti adminisztráció
- Közgazdaságtan

#### Mesterképzés(MSc/MBA)
A mesterfokozat további előnyt biztosít a munkaerőpiacon, és a várható fizetést is jelentősen növelheti. Hasznos mesterszakok:
- Üzleti analitika (Business analytics)
- Üzleti informatika (Business informatics)
- Üzleti intelligencia és analitika (Business intelligence & analytics)
- Adattudomány (Data science)
- Információmenedzsment rendszerek (MIS)
- Informatikai menedzsment

## Kihívások az üzleti elemzés során
Egy sikeres üzleti elemző munkájának elengedhetetlen feltétele a nagy mennyiségű adat elérhetősége és hatékony felhasználása. Az adatelemzés során azonban számos kihívással kell szembenéznie, többek között:

### 1.Adatvédelem
A Big Data és a közösségi média előretörésével egyre égetőbb kérdés az adatok biztonságos és felelősségteljes kezelése. Az üzleti elemzőknek ügyelniük kell arra, hogy:
- Csak a szükséges adatokat osszák meg a megfelelő munkatársakkal,
- Betartsák az adatvédelmi jogszabályokat,
- Elkerüljék a személyes adatok jogosulatlan felhasználását.

A GDPR (Általános Adatvédelmi Rendelet) szigorú szabályokat ír elő az Európai Unióban az adatkezelésre vonatkozóan. – Forrás

### 2. Elemzési erőforrások kezelése
Az adatelemzés gyakran magas kezdeti költségekkel jár – például szoftverek, infrastruktúra, szakértők bevonása. Az elemzőknek mérlegelniük kell:
- Az elemzési eszközök költség-haszon arányát,
- Az idő- és humánerőforrás-használat hatékonyságát,
- A túlzott kiadások elkerülését, amelyek csökkenthetik az üzleti profitot.

### 3. Csapatmunka és együttműködés
Az üzleti elemző nem egyedül dolgozik: az elemzés eredményeinek hasznosításához elengedhetetlen a jól működő, együttműködő csapat. A sikeres csapatmunka kulcsa:
- A világos szerepek és felelősségek,
- A folyamatos kommunikáció,
- A kiegyensúlyozott csoportdinamika és bizalom.

A csapatdinamika közvetlen hatással van a projekt sikerességére.

### 4. Kommunikáció külső szereplőkkel
Az üzleti elemzők specifikus, technikai szókincset használnak, amely nehezen értelmezhető lehet más üzleti területek vagy külső partnerek számára. Ezért kulcsfontosságú:
- A világos és egyszerű nyelvezet használata,
- A vizualizációk, grafikonok és példák alkalmazása,
- Az üzenetek testreszabása a célközönségnek megfelelően.

„Egy elemzés csak annyira értékes, amennyire megérti azt a döntéshozó.” – gyakran idézett üzleti alapelv

## Külső hivatkozások
- What does an IT business analyst do?
- IT business analyst feladatai és fizetése
- Business analysis and the project lifecycle in practice - a briefing study guide
- Business analyst vs. System analyst
- Fleigher, Craig S.; Bensoussan, Babette E. (2015). Business and Competitive Analysis: Effective Application of New and Classic Methods. Pearson Education. ISBN 978-0-13-308640-9.